# دون دولاي
دون دولاي (بالإنجليزية: Don Dulay)‏ مواليد 17 أكتوبر 1980 في لوس أنجلوس، هو لاعب كرة سلة أمريكي سابق. بدأ مسيرته الاحترافية في سنة 2007. يبلغ طوله 5 قدم 8 بوصة (1.7 م). اعتزل اللعب في 2013. لعب مع ألاسكا أيسز في الرابطة الفلبينية لكرة السلة.